# Shelburne (Nouvelle-Écosse)
Pour les articles homonymes, voir Shelburne.
Shelburne est une ville canadienne située dans le Comté de Shelburne en Nouvelle-Écosse.
Au recensement de 2006, on y a dénombré 1 879 habitants.

## Histoire
Les premiers habitants étaient des Micmacs qui avaient nommé l'endroit Logumkeegan ou Sogumkeagum.
Les premiers Européens furent des Acadiens qui fondèrent à la fin du XVIIe siècle un petit port de pêche nommé Port-Rasoir. Cet établissement fut ensuite abandonné lors de la Deuxième Guerre intercoloniale, à la suite des raids venus de Nouvelle-Angleterre.

## Démographie
| 2001  | 2006  | 2011  | 2016  |
| ----- | ----- | ----- | ----- |
| 2 013 | 1 879 | 1 686 | 1 743 |

## Industrie
Brasserie Boxing Rock.